# Sofía González Racero
Sofía González Racero (* 27. Juli 2001 in Málaga) ist eine spanische Beachvolleyballspielerin.

## Karriere
Mit Aina Munar spielte González ab 2018 verschiedene Turniere und erreichte bei der U19-WM in Nanjing den neunten Rang. Die aus Andalusien stammende Athletin und Daniela Álvarez Mendoza wurden im gleichen Jahr Dritte bei der U18-EM in Brno, zwei Saisons später Achte bei der Europameisterschaft der unter Zwanzigjährigen am gleichen Ort und 2021 U21-Vizeweltmeisterinnen in Phuket. Mit Ana Vergara, mit der Sofía González in diesem Jahr die meisten Turnier bestritt, erreichte sie das Achtelfinale der U22-EM in Baden und mit Ángela Lobato Herrero gewann sie ein nationales spanisches Turnier.
Die in Málaga geborene Sportlerin und Carolina Fernández belegten 2022 den fünften Platz bei der U22-Europameisterschaft in Vlissingen, die ständige Partnerin von Sofía González Racero wurde in dieser Spielzeit jedoch Paula Soria Gutiérrez. Die beiden gewannen das Future in Madrid und gelangten ins Halbfinale der Challenge Veranstaltung von Espinho. Beim Elite16 in Hamburg scheiterten sie in der zweiten Qualifikationsrunde. In ihrem ersten Spiel der Europameisterschaften in München besiegten sie die Litauerinnen Erika Kliokmanaitė / Monika Paulikienė, das Spiel um den Gruppensieg verloren sie gegen die zu diesem Zeitpunkt noch amtierenden Europameisterinnen Nina Brunner und Tanja Hüberli. Anschließend qualifizierten sich die beiden Spanierinnen durch einen Sieg über ihre Landsfrauen und ihre ehemaligen Partnerinnen Ángela Lobato und María Belén Carro für das Achtelfinale, in dem sie den Schweizerinnen Menia Bentele / Anouk Vergé-Dépré unterlagen und so den geteilten neunten Rang in der Abschlusstabelle der EM belegten. Mit Sol Guidarelli gelangen González 2023 neben der sieglosen Teilnahme an der EM keine erwähnenswerten Resultate.
Mit María Belén Carro gewann die Athletin eine Spielzeit später die spanische Meisterschaft und wurde Fünfte beim Challenge in Nuvali. Am Ende der Saison trennte sich das Duo und nach einem kurzen Intermezzo mit der jüngeren Schwester Marta Carro standen Sofía González und ihre neue Partnerin Sofía Izuzquiza beim Futures in Krakau auf der untersten sowie beim gleichwertigen Turnier in Montpellier auf der obersten Stufe des Treppchens. Eine weitere Bronzemedaille errang die Sportlerin mit der spanischen Nationalmannschaft, als sie und Ana Vergara gemeinsam mit Daniela Álvarez / Tania Moreno beim CEV Nations Cup nach der Halbfinalniederlage gegen die Deutschen Svenja Müller und Cinja Tillmann den geteilten dritten Rang belegten.